# Zlatna
Zlatna (en allemand : Schlatten ; hongrois :  Zalatna) est une ville du județ d'Alba en Roumanie. Sa population s'élevait à 7 490 habitants en 2011.

## Démographie
Lors du recensement de 2011, 89,58 % de la population se déclarent roumains et 4,59 % roms (5,31 % ne déclarent pas d'appartenance ethnique et 0,05 % déclarent appartenir à une autre ethnie).

## Politique
| Période                                  | Période  | Identité       | Étiquette | Qualité |
| ---------------------------------------- | -------- | -------------- | --------- | ------- |
| Les données manquantes sont à compléter. |          |                |           |         |
| 2004                                     | En cours | Silviu Ponoran | PNL       |         |

| Parti | Parti                                            | Sièges |
| ----- | ------------------------------------------------ | ------ |
|       | Parti national libéral (PNL)                     | 7      |
|       | Parti social-démocrate (PSD)                     | 4      |
|       | Parti national paysan chrétien-démocrate (PNȚCD) | 2      |
|       | Alliance des libéraux et démocrates (ALDE)       | 1      |
|       | Parti Mouvement populaire (PMP)                  | 1      |

## Personnalités liées à la ville
- Cornelia Emilian, journaliste et féministe, y est née en 1840.